# Chalífa Haftar
Polní maršál Chalífa Belqasim Haftar (arabsky خليفة بلقاسم حفتر‎, * 7. listopadu 1943) je libyjský vojenský velitel a vůdce Libyjské národní armády v současnosti zapojené do občanské války v Libyi. 2. března 2015 byl jmenován velitelem ozbrojených sil věrných zvolenému Libyjskému parlamentu, který sídlí v Tobruku.

## Život a působení
Haftar se narodil v libyjském městě Adžedábíja. Sloužil v libyjské armádě za vlády Muammara Kaddáfího a podílel se na převratu, který vynesl Kaddáfího k moci. Byl součástí libyjského kontingentu během Jomkipurské války s Izraelem v roce 1973. V roce 1987 byl zajat během války s Čadem, poté co byl vlákán do léčky. Tento incident znamenal výrazný neúspěch pro Kaddáfího snahy v Čadu. V zajetí zformoval spolu s dalšími důstojníky skupinu spiklenců s cílem svrhnout Kaddáfího. V roce 1990 byl propuštěn na základě dohody se Spojenými státy a strávil téměř dvě dekády v Langley ve Virginii a získal americké občanství. V roce 1993 byl během pobytu v USA v Libyi obviněn ze zločinů proti Džamáhíríji a odsouzen k trestu smrti in absentia (v nepřítomnosti).
Haftar zastával významnou pozici mezi silami, které svrhly Kaddáfího za občanské války v roce 2011. V roce 2014 byl velitelem libyjské armády, když Všeobecný národní kongres odmítl složit mandát. Haftar zahájil roční kampaň proti Všeobecnému národnímu kongresu a jeho spojencům z řad islamistických milic. Jeho kampaň umožnila konání voleb, v nichž byl zvolen nový Libyjský parlament, ale rozvinula se v občanskou válku. V listopadu 2021 Khalifa Haftar oznámil svou kandidaturu v prezidentských volbách, původně plánovaných na prosinec 2021, později odložených na rok 2022.